# Tesis d'abril

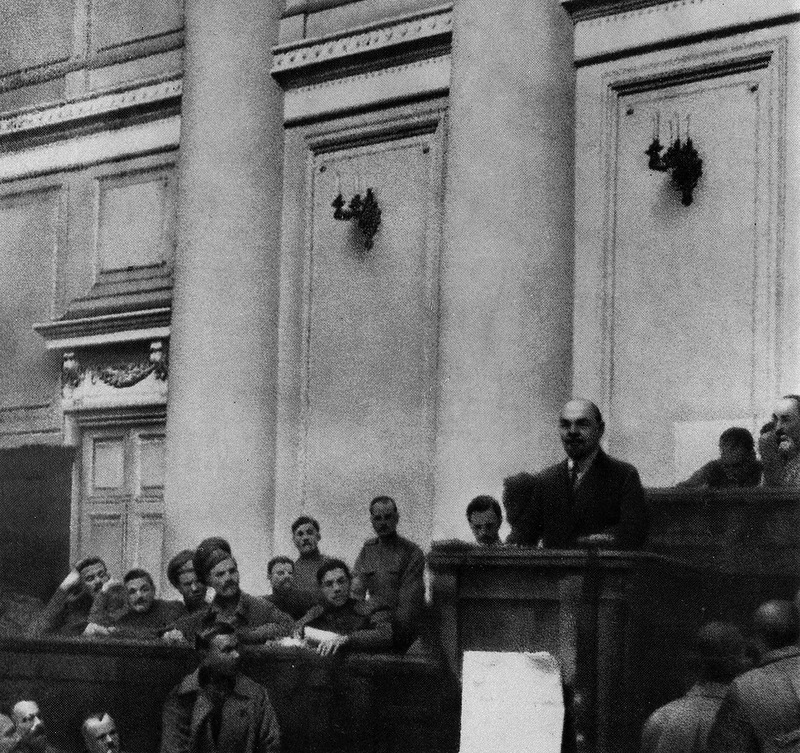
Discurs de Lenin al Palau Táuride. (4 d'abril de 1917)

Les Tesis d'abril són una sèrie de punts exposats pel líder dels bolxevics russos, Vladímir Ilitx Uliànov o també anomenat Lenin. Les tesis van ser exposades en un discurs pronunciat al Palau Tàuride el 4 d'abril de 1917, després de la seva tornada el dia abans a Rússia del seu exili a Suïssa. Aquestes tesis postulaven el pas a la segona fase de la revolució: la conquesta del poder per part del proletariat i la pagesia dels soviets.

## Els Punts de lesTesis d'abril
1. En la nostra actitud davant la guerra pel que fa a Rússia i al nou govern de Lvov i companyia certament sostenim que és una guerra imperialista degut al caràcter capitalista d'aquest govern i que és inadmissible la més petita concessió al «defensisme revolucionari». A la guerra revolucionària que realment justificaria el defensisme revolucionari, el proletariat conscient hi pot consentir únicament sota la condició de: a) traspàs de l'autoritat a mans del proletariat i dels sectors pobres de la pagesia que se li unesquen; b) refús pràctic de qualsevol annexió, més enllà del refús verbal; c) clar trencament pràctic amb tots els interessos del capital. Davant la indubtable manca de conscienciació d'amples capes dels representants defensistes revolucionaris, que reconeixen la guerra com a necessària, i no veuen els guanys com a objectiu, davant l'engany burgès, és especialment necessari explicar-los amb detall, persistentment i pacient, la connexió indisoluble del capital amb la guerra imperialista, demostrar que acabar la guerra d'una forma veritablement democràtica, sense violència, és impossible sense l'enderrocament del capital. Organització de la propaganda més àmplia d'aquesta idea en el camp de batalla. Fraternització.
2. L'originalitat de la situació present a Rússia consisteix en la transició des del primer estadi de l'autoritat revolucionària de la burgesia en virtut de la consciència i organització insuficients del proletariat, - cap al segon estadi que hauria de lliurar l'autoritat a mans del proletariat i dels sectors pobres de la pagesia. Aquesta transició es caracteritza, d'una banda, per un màxim de legalitat (Rússia és ara el país més lliure del món de tots els països bel·ligerants), d'altra banda, per l'absència de violència contra les masses i, finalment, per l'atitud confiada, inconscient vers el govern dels capitalistes, els pitjors enemics del món i del socialisme. Aquesta originalitat ens exigeix destresa per adaptar-nos a les condicions especials de tasca del partit, en un ambient de dimensions sense precedents, de dur a la vida política a les masses proletàries.
3. Cap suport al govern provisional, la denúncia de la completa falsedat de totes les seues promeses, en especial la del refús a les annexions. Cal denunciar, en comptes d'alimentar il·lusions inadmissibles, de «proclamar» que aquest govern, el govern dels capitalistes, ha deixat d'ésser imperialista.
4. Reconeixement del fet que en la majoria dels soviets de representants obrers el nostre partit es troba en minoria, i en minoria feble, davant del bloc de tots els oportunistes petits-burgesos, de la influència de la burgesia i dels que transmeten la seua influència al proletariat, elements que van des dels nacional-socialistes, els social-revolucionaris, etcètera, etcètera. L'explicació a les masses ha d'ésser que en els soviets hi ha l'única forma de govern revolucionari i que per tant la nostra tasca mentre aquest govern siga sota la influència de la burgesia, sols pot ésser l'explicació pacient, regular, perseverant i incansable dels errors de la seua tàctica i en especial pel que fa a la necessitats pràctiques de les masses. Mentre siguem en minoria, realitzarem una feina de crítica i de denúncia dels errors, alhora que defensam el traspàs de tot el poder als soviets de representants obrers i que l'experiència de les masses els lliurarà d'errors.
5. Cap república parlamentària, cap restauració en perjudici dels soviets. Seria un pas enrere, una república de soviets de representants obrers i camperols per tot el país, de dalt a baix. Supressió de la policia, exèrcit i burocràcia. Que la remuneració de tots els funcionaris, elegibles i mobibles en qualsevol moment, no siga superior que la remuneració mitjana dels obrers qualificats.
6. En el programa agrari la transferència del centre gravetat als soviets dels representants camperols. Confiscació de totes les finques privades. Nacionalització de totes les terres agricoles, segons les disposicions dels soviets locals. Organització de soviets separats de representants de llauradors i de pagesos. Creació d'una gran granja (a una proporció d'unes 100 a 300 dessiatines segons les condicions locals i la definició dels estaments locals) amb una economia exemplar sota control dels soviets de representants i amb responsabilitat pública.
7. Unió immediata de tots els bancs del país en una banca nacional i la introducció del control d'aquesta pel soviets.
8. No és la «introducció» del socialisme la nostra tasca directa, sinó sols el traspàs immediat al control dels soviets de la producció social i de la distribució dels productes.
9. Tasques del partit: a)congrés immediat; b)canvis en el programa del partit, principalment: Sobre l'imperialisme i la guerra imperialista, sobre l'actitud davant l'estat i la nostra reivindicació de l'estat i correcció del nostre programa mínim; c)canvi del nom del partit.
10. Renovació de la Internacional.